# Karanasa modesta
Karanasa modesta là một loài bướm ngày thuộc họ Nymphalidae. Nó được tìm thấy ở Ấn Độ.

## Phụ loài
- Karanasa modesta modesta (tây bắc Ấn Độ (Deosai Plains))
- Karanasa modesta gemina Avinoff & Sweadner, 1951 (Punjab Himalayas)
- Karanasa modesta baltorensis Avinoff & Sweadner, 1951 (tây bắc Ấn Độ (Baltistan))